# Claude Cariguel
Œuvres principales
- S (1953)

Claude Cariguel, né en 1931 à Paris, est un écrivain français, lauréat du prix des Deux Magots en 1954.

## Biographie
Claude Cariguel part aux États-Unis pour travailler dans le monde du cinéma à Hollywood et à New York où fera essentiellement de la figuration au tout début des années 1950. De cette expérience il tirera une trilogie informelle constituée de son premier roman S (1953) – pour lequel il reçoit le prix des Deux Magots –, Hollywood (1956) et Les Enragés (1957).

## Œuvre
- 1953 : S, éditions Flammarion — prix des Deux Magots 1954
- 1956 : Hollywood, éditions Flammarion
- 1956 : Les Danseurs, éditions Flammarion
- 1957 : Les Enragés, éditions du Gerfaut
- 1962 : A comme Agathe, éditions Denoël
- 1967 : L'Insolence, éditions Robert Laffont